# Сентенніел-Парк (Аризона)
Сентенніел-Парк (англ. Centennial Park) — переписна місцевість (CDP) в США, в окрузі Могаве штату Аризона. Населення — 1578 осіб (2020).

## Географія
Сентенніел-Парк розташований за координатами 36°57′14″ пн. ш. 112°58′53″ зх. д. / 36.95389° пн. ш. 112.98139° зх. д. (36.953807, -112.981325).  За даними Бюро перепису населення США в 2010 році переписна місцевість мала площу 5,62 км², уся площа — суходіл.

## Демографія
Згідно з переписом 2010 року, у переписній місцевості мешкали 1264 особи в 207 домогосподарствах у складі 187 родин. Густота населення становила 225 осіб/км².  Було 225 помешкань (40/км²).
Расовий склад населення:
| - 94,6 % — білих - 0,2 % — чорних або афроамериканців - 0,2 % — азіатів - 0,1 % — вихідців з тихоокеанських островів - 2,0 % — осіб інших рас |

До двох чи більше рас належало 2,9 %. Частка іспаномовних становила 5,1 % від усіх жителів.
За віковим діапазоном населення розподілялося таким чином: 57,6 % — особи молодші 18 років, 40,7 % — особи у віці 18—64 років, 1,7 % — особи у віці 65 років та старші. Медіана віку мешканця становила 15,0 року. На 100 осіб жіночої статі у переписній місцевості припадало 81,9 чоловіків;  на 100 жінок у віці від 18 років та старших — 74,6 чоловіків також старших 18 років.
Середній дохід на одне домашнє господарство  становив 62 757 доларів США (медіана — 45 060), а середній дохід на одну сім'ю — 60 603 долари (медіана — 46 310). За межею бідності перебувало 41,0 % осіб, у тому числі 48,4 % дітей у віці до 18 років та 48,8 % осіб у віці 65 років та старших.
Цивільне працевлаштоване населення становило 479 осіб. Основні галузі зайнятості: фінанси, страхування та нерухомість — 33,2 %, будівництво — 17,7 %, освіта, охорона здоров'я та соціальна допомога — 15,4 %, мистецтво, розваги та відпочинок — 14,8 %.